# Emmure
Emmure est un groupe de metalcore américain, originaire de New Fairfield, dans le Connecticut. Formé en 2003, le groupe se délocalisera par la suite dans le Queens, à New York. Le groupe compte un total de sept albums, et trois démos, Dead People Ink Demo, Nine Eleven Zero Four et Demo 2005. Ils attirent l'intérêt de This City is Burning Records, auquel ils publient leur premier EP intitulé The Complete Guide to Needlework.
Victory Records remarque le groupe après la sortie de l'EP, et les signe. Ils publient leur premier album, Goodbye to the Gallows, en 2007. Le groupe restera membre du label. Leurs deuxième, troisième et quatrième albums, The Respect Issue (2008), Felony (2009) et Speaker of the Dead (2011), sont distribués par Victory. Une fois leur contrat de quatre albums avec Victory expiré, ils signent de nouveau avec le label pour la distribution de leurs cinquième et sixième albums Slave to the Game (2012) et Eternal Enemies.

## Biographie

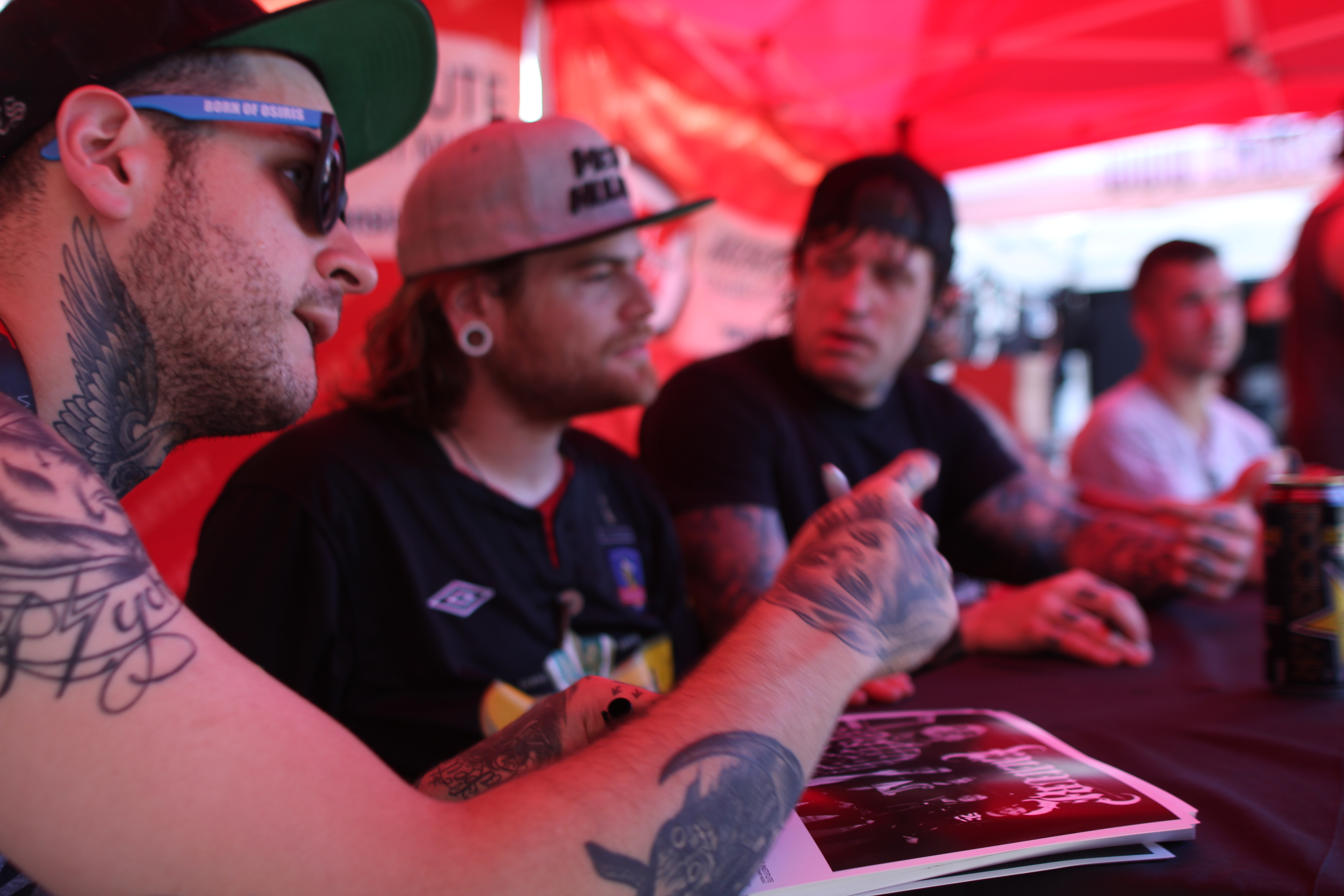
Emmure au Mayhem Festival de 2013.

Le groupe est formé en 2003. La formation originale est composée de Ben et Joe Lionetti, Mark Davis, Frankie Palmeri et Josh Ammermann. Frankie Palmeri (du Queens, à New York) fait la rencontre de Joe et Ben Lionetti (de New Fairfield, dans le Connecticut) sur un forum Internet. Palmeri les rejoint dans le Connecticut pour commencer ensemble les répétitions. Le bassiste Dan Steindler et guitariste Jesse Ketive, résidant à New Fairfield et au Queens, respectivement, se joignent ensuite à eux après une autre session de recrutement. En 2004, Steindler quitte le groupe et est remplacé par Mark Davis. Ketive est un ancien membre du groupe Warfix, au sein duquel il joue de la guitare avec Sean Murphy et Mike Kaabe d'Endwell (Kaabe se joignant finalement à Emmure en avril 2009) et Bryan Goldsman de Southside Panic (et coproducteur de Felony). Le nom du groupe, Emmure, fait référence à l'emmurement, une forme d'exécution.
Une fois la formation complétée, elle commence à composer ses premières chansons en 2008. Jesse Ketive rejoint ensuite le groupe en tant que nouveau guitariste, le guitariste de la formation originale n'ayant pas pu continuer l'aventure avec le groupe, à cause de problèmes de travail. Au cours de l'année 2006, Emmure sort un EP, The Complete Guide to Needlework, suivi l'année d'après par un premier album studio, Goodbye to the Gallows. L'année suivante, le groupe sort un deuxième album studio, The Respect Issue, qui obtiendra un certain succès commercial, en entrant dans le classement Billboard 200. Pendant l'année 2009, deux des membres fondateurs, Ben et Joe Lionetti, quittent Emmure. Ils seront remplacés par Mike Mulholland à la guitare et par Michael Kaabe à la batterie. Le 20 juin 2009, le clip de la chanson False Love in Real Life est diffusé à l'émission Headbanger's Ball. Le 18 août 2009, le groupe sort son troisième album studio, Felony, chez Victory Records. Le groupe est annoncé pour le Warped Tour et The Bamboozle en 2010. Il est suivi de Speaker of the Dead (2011). Quelques mois après la sortie de Speaker of the Dead, Mike Kaabe est obligé de quitter à cause de certains conflits entre Palmeri et lui, en octobre 2011.
Le 4 janvier 2012, le guitariste Jesse Ketive confirme que le groupe est en train d'écrire son quatrième album avec le producteur Joey Sturgis, qui s'est occupé de leur précédent album, Speaker of the Dead. Quatre jours plus tard, Lambgoat révèle l'arrivée de Mark Castillo, ancien batteur des groupes Bury Your Dead et Crossfade, pour le quatrième album. L'ancien bassiste de Crossfade se joint aussi à leur formation. L'album est annoncé sous le titre Slave to the Game pour le 10 avril 2012. Avant l'enregistrement de Slave to the Game, Emmure signe de nouveau avec Victory Records après l'expiration de leur contrat. Le 3 février 2012, Emmure publie un clip de la chanson Drug Dealer Friend. Le 7 mars 2012, le groupe publie son premier single, issu de Slave to the Game, intitulé Protoman, suivi d'un deuxième single intitulé I am Onslaught. Une vidéo est ensuite tournée pour Protoman. Le 25 mai 2012, le groupe est annoncé en train de tourner un clip pour MDMA, ce qui en fait le troisième single issu de Slave to the Game.
Du 13 juillet au 28 août 2012, Emmure prend part au Trespass America Festival de Metal Hammer avec en tête d'affiche Five Finger Death Punch, aux côtés de Battlecross, God Forbid, Pop Evil, Trivium et Killswitch Engage. Le groupe signe ensuite encore une fois à Victory Records pour son sixième album, qui sera enregistré à la fin de 2013 et dont la sortie est prévue pour 2014. Le 18 février 2013, ils annoncent leur sixième album, Eternal Enemies. Le 2 juillet 2013, le départ officiel du batteur Castillo est annoncé. Pendant le même mois, le rappeur Riff Raff publie un remix de sa chanson 2 Girls 1 Pipe qui fait participer Frankie Palmeri. Emmure soutient aussi Parkway Drive à leur tournée Atlas 2012 European avec The Word Alive et Structures du 11 novembre au 12 décembre.
Le 20 novembre 2014, Emmure commence sa tournée américaine, le Eternal Enemies Tour. Ils jouent aux côtés de The Acacia Strain, Fit for a King, Kublai Khan, et Sylar. La tournée prend fin le 21 décembre 2014 à New York. Le 22 décembre 2015 Mark Davis annonce officiellement qu'il quitte le groupe, accompagné de Jesse Ketive, Mike Mulholland et Adam Pierce. Ils auraient un nouveau projet tous les quatre pour 2016.

## Style musical
Emmure est défini comme un groupe de metalcore, deathcore, nu metal et metal alternatif. Le groupe est bien accueilli par la presse spécialisée pour son usage significatif de breakdowns dans sa musique. Des paroles, du rap et des cordes dissonantes sont également intégrés à leur musique. Bien que considéré par certains comme un groupe de deathcore, ils sont souvent catégorisés metalcore par les fans et publications.

## Membres

### Membres actuels
- Frankie Palmeri – chant (depuis 2003)
- Josh Travis - guitare solo (depuis 2016)
- Phil Lockett - basse (depuis 2016)
- Josh Miller – batterie (depuis 2016)

### Anciens membres
- Josh Ammermann - guitare solo (2003)
- Dan Steindler – basse (2003–2004)
- Ben Lionetti – guitare rythmique (2003-2009)
- Joe Lionetti – batterie (2003-2009)
- Jesse Ketive – guitare solo (2003-2015)
- Mark Davis – basse (2004-2015)
- Mike Kaabe – batterie (2009-2011)
- Mike Mulholland – guitare rythmique (2009-2015)
- Mark Castillo – batterie (2012-2014)
- Adam Pierce – batterie (2014-2015)

## Discographie
- 2006 : The Complete Guide to Needlework (EP)
- 2007 : Goodbye to the Gallows
- 2008 : The Respect Issue
- 2009 : Felony
- 2011 : Speaker of the Dead
- 2012 : Slave to the Game
- 2014 : Eternal Enemies
- 2017 : Look at Yourself
- 2020 : Hindsight